# Xiaomi Mi A1
Mobilní telefon Xiaomi Mi A1 je přepracovaný telefon Xiaomi Mi 5X, vyvinutý společností Google, v rámci projektu Android One, a společností Xiaomi. Telefon běží na operačním systému Android.

## Specifikace

### Hardware
Xiaomi Mi A1 přichází s dotykovým displejem o úhlopříčce 5,5 palce s rozlišením 1080p a je napájen baterií o kapacitě 3080 mAh. Má rozměry 155,40 x 75,80 x 7,30 (výška x šířka x tloušťka) mm a váží 168 gramů. Xiaomi Mi A1 je vybaven osmijádrovým procesorem Qualcomm Snapdragon 625 s taktem 2.0 GHz, grafickým procesorem Adreno 506 a pamětí RAM s kapacitou 4 GB. Je vybaven interním úložištěm 64 GB, slotem pro karty microSD, podporujícím až 128 GB. Zadní kamera na přístroji Mi A1 integruje 12 + 12 megapixelovou čočku s automatickým ostřením a 2x optickou bezztrátovou transfokací a je schopna zaznamenávat 4K videa. Telefon má také 5 megapixelový přední fotoaparát. Senzory na telefonu obsahují kompasový magnetometr, snímač přiblížení, akcelerometr, snímač okolního světla a gyroskop.
Čtečka na zadní straně je pro spoustu uživatelů výhodou, pro mnohé nikoliv. Umístění je velkou výhodou při běžném používání. Její funkce je díky použití již u několika generací odzkoušená a neměl by s ní být žádný problém. Samotná čtečka je po správném nastavení přesná, citlivá a celý proces odemčení rychlý. Samozřejmě je potřeba se vyvarovat špinavým či vlhkým prstům, kdy čtečka otisk nerozpozná. Čistý Android nám umožnil používat také gesto pro vysunutí notifikační lišty.

### Zvuk
Xiaomi Mi A1 je vybaven jedním reproduktorem na spodní hraně. Telefon disponuje 3,5mm jackem pro připojení sluchátek, která se však k telefonu nedodávají.

### Software
Xiaomi Mi A1 disponuje speciální verzí systému Android s názvem Android One. Používá operační systém Android 9.0  Pie. Je u něj garantována minimálně dvouletá aktualizace operačního systému s ověřenými aktualizacemi na Android Oreo a Android P. Systém běží plynule i přes limitující výkon hardwaru.

## Vydání
Xiaomi Mi A1 byl představen 5. září 2017 a je dostupný na všech současných trzích společnosti Xiaomi, s výjimkou Číny, kde byla vydána varianta telefonu Mi 5X MIUI již před rokem.

## Ohlasy
Xiaomi Mi A1 obdržel převážně pozitivní recenze. Sam Byford z The Verge popsal, že nejvýraznějším prvkem Mi A1 je jeho software, který běží na čistém Androidu a ne na rozhraní MIUI Xiaomi. Sahil Gupta ze společnosti TechRadar napsal, že spolu s osvědčeným hardwarovým vybavením a dvojitou kamerou nabízí výborný poměr cena/výkon.